# Chaoilta amplificata
Chaoilta amplificata är en stekelart som beskrevs av Charles Thomas Brues 1924. Chaoilta amplificata ingår i släktet Chaoilta och familjen bracksteklar. Inga underarter finns listade i Catalogue of Life.